# 黄钟镇
黄钟镇，是中华人民共和国四川省达州市万源市下辖的一个乡镇级行政单位。2020年6月，撤销石人乡、丝罗乡，将原石人乡、原丝罗乡和原罐坝乡二郎坪村、烂祠堂村所属行政区域划归黄钟镇管辖。

## 行政区划
黄钟镇下辖以下地区：
黄钟社区、长虹村、窝棚岭村、马家沟村、冉家坝村、向家河村和吴家沟村。